# وایترسباخ
وایترسباخ (به آلمانی: Weitersbach) یک شهر در آلمان است که در بیرکنفلد واقع شده‌است. وایترسباخ ۸۰ نفر جمعیت دارد.